# تورای کاماتا
تورای کاماتا (انگلیسی: Torai Kamata؛ زادهٔ ۲۶ مهٔ ۱۹۹۹) بازیکن فوتبال اهل ژاپن است.